# Kévin Anin
Kévin Anin, né le 5 juillet 1986 au Havre, est un footballeur français.
Il évolue au poste de milieu défensif pour Le Havre AC, le FC Sochaux et l'OGC Nice jusqu'à un grave accident de la route qui le laisse paraplégique le 4 juin 2013.

## Biographie
Issu d'une famille martiniquaise du Havre, le jeune Kévin Anin pratique la boxe française et devient double champion de Normandie. Dans le même temps, il s'initie au football dans l'équipe du quartier Mont-Gaillard, avant de rejoindre Le Havre AC, le grand club de la ville, pour un premier contrat professionnel en 2006.
Dans la nuit du 3 au 4 juin 2013, il est victime d'un accident de voiture sur l'autoroute A28 à la hauteur de Callengeville qui le plonge dans un état relativement grave. Hospitalisé au centre hospitalier universitaire de Rouen, il présente plusieurs fractures aux bras, ainsi qu'à la colonne vertébrale et reste plongé dans un coma artificiel,. Le 13 juin 2013, il sort du coma artificiel dans lequel il était maintenu. Toutefois, il restera paraplégique.

### Carrière

#### Le Havre AC
À la fin de la saison 2007-2008, Le Havre est promu en première division. Anin joue son premier match de Ligue 1 le 16 août 2008, perdu 2-1 à Toulouse.
Lors de la 27e journée du 8 mars 2009, il marque le premier but de sa carrière professionnelle à domicile contre le FC Sochaux, rencontre gagnée 2-1.
Il dispute 25 rencontres de championnat et laisse déjà entrevoir ses qualités, au sein d'une équipe dont la saison est malgré tout difficile. Le HAC finit dernier avec 26 points et redescend en Ligue 2.
Le 31 août 2009, le club, en manque de liquidités, trouve un accord pour le transfert d'Anin au FC Sochaux pour la somme de 2,5 millions d'euros. Au dernier moment, le transfert n'est pas finalisé en raison d'une inflammation du tendon d'Achille dont souffre le joueur.
Anin dispute la saison 2009-2010 en Ligue 2 avec Le Havre, et joue 15 matchs de championnat. L'équipe termine 7e, puis Kévin part à Sochaux, qui le contacte un an après son transfert avorté.

#### FC Sochaux
Le 4 juillet 2010, il s'engage pour 4 ans sans indemnité de transfert.
Il s'y impose comme titulaire et effectue notamment une très bonne première moitié de saison.
Le 5 février 2011, il prend deux cartons jaunes en trente secondes contre l'OGC Nice et est expulsé, des suites d'une altercation avec François Clerc. À son retour de suspension le 19 février contre le RC Lens, il prend le premier carton rouge de sa carrière est à nouveau expulsé, du fait d'un différend avec Toifilou Maoulida. Il prend trois matchs de suspension. Finalement, il est tout de même l'une des grandes satisfactions d'une saison réussie, terminée à la 5e place du classement qualificative pour la Ligue Europa.
C'est au début de la saison 2011-2012 qui suit que Kévin commence à sécher des entraînements et manque à l'appel de certaines convocations, comme celle du déplacement à Nancy du 21 août 2011. Malgré une mise au point faite par le joueur, son attitude en dilettante commence à agacer ses dirigeants. Après une ultime absence lors de la reprise de l'entraînement du 2 janvier 2012, le FC Sochaux souhaite se séparer du joueur.
Dans une interview, il explique pourquoi, selon lui, il ne se sent pas toujours bien dans le monde du football : « C’est le plus beau métier du monde. Mais il y a plein de choses que je n’aime pas trop. Pas les entraînements, on est obligé. Mais les gens autour, leur hypocrisie, je n’aime pas trop ça. On a beau gagner de l’argent, quand le cœur n’y est plus… On m’avait dit que c’était un monde de pu… C’est vrai. »

#### OGC Nice
Le 19 janvier 2012, Anin est transféré pour 2,5 millions d'euros et signe un contrat de trois ans et demi en faveur de l'OGC Nice, retrouvant son ancien coéquipier du Havre Didier Digard. Il joue 13 des 19 matchs de la 2e partie du championnat.
Lors de la saison 2012-2013, après avoir joué un seul match de championnat contre le LOSC le 25 août, il rentre au Havre près de sa famille pour raisons personnelles. Après avoir provoqué l'incompréhension des dirigeants dans un premier temps, l'OGC Nice décide de le soutenir.
5 mois après, il effectue son retour sur les terrains, pour les 32e de finale de la Coupe de France du dimanche 6 janvier 2013, contre le FC Metz, et enchaîne les bonnes prestations en championnat. Au grand bonheur de Claude Puel : « Kevin n'est pas le joueur pour lequel on a voulu le faire passer, peu sérieux, voire « je m'en foutiste ». […] Il a beaucoup travaillé sur lui-même et je sais qu'il est sur le bon chemin. Il a le niveau international, un potentiel énorme. Je suis satisfait qu'il puisse l'exprimer. »
Le 6 avril 2013, il confirme son retour en forme en marquant le but victorieux contre le Toulouse FC à la 94e minute, au terme d'un match explosif terminé sur le score de 4-3. Cette victoire permet à Nice de rester au contact de la tête du classement à l'issue de la 31e journée.
En mai 2014, faisant suite à son accident du joueur, le n°17 est retiré de l'OGC Nice. Il s'agit du seul maillot retiré du club.

## Palmarès
Il remporte la ligue 2 en 2008 avec Le Havre

## Profil et style de jeu
Kévin Anin pouvait occuper les postes de milieu défensif ou de milieu relayeur. Joueur puissant dans les duels et agressif à la récupération du ballon, ses excellentes qualités athlétiques et sa bonne technique balle au pied optimisaient ses projections vers l'avant et faisaient de lui un joueur très dense.
Garçon au fort tempérament et « très sensible », la qualité de son match dépend tout particulièrement de son état d'esprit et de son jeu de jambes du moment, selon Claude Puel.